# 双鱼座61
双鱼座61（61 Psc）是双鱼座的一颗恒星，视星等为+6.56，距离地球约186光年。这颗恒星的自行速度很大。